# Hohe Warte Stadion
L'Hohe Warte Stadion (Stadio Hohe Warte) è uno stadio multifunzionale sito in Vienna, Austria. Si trova a Heiligenstadt, quartiere del XIX distretto. In tale impianto gioca le gare casalinghe il First Vienna, squadra di Erste Liga; occasionalmente è sede delle gare della Nazionale austriaca di rugby e dei Vienna Vikings, squadra di football americano.
Ha ospitato nove finali della coppa nazionale.

## Storia
Lo stadio venne inaugurato nel 1921, quando era considerato il miglior impianto in Austria e tra i più grandi in Europa, in quanto poteva ospitare circa 100.000 spettatori. Autore del progetto era l'ex-calciatore e atleta Eduard Schönecker, che aveva già progettato il Pfarrwiese, lo stadio del Rapid Vienna.
La Nazionale austriaca vi giocò numerose volte negli anni venti e trenta del XX secolo, l'epoca del Wunderteam. Il record di affluenza venne raggiunto nel 1923, con ben 80.000 spettatori per un match contro l'Italia.
Ospitò anche match di boxe e opere liriche all'aperto.
L'Hohe Warte perse il suo status di miglior impianto nazionale con la costruzione del Prater nel 1931, tuttavia rimase sede degli incontri del First Vienna. Dopo i lavori del 2005-2006, la sua capienza è stata ridotta a 4.600 spettatori.

## Descrizione
Lo stadio è costruito sul lato di una collina, in modo da creare un anfiteatro naturale. Tre delle quattro tribune sono definite da banking erbosi, piuttosto che in cemento, dando all'impianto una certa immagine verde. La tribuna principale è invece una moderna struttura per l'accoglienza degli spettatori. Dalla stagione 2005-2006 solo tale tribuna è rimasta aperta al pubblico.

## Eventi ospitati

### Calcio

#### Finali di ÖFB-Cup
- 1920-1921  Wiener Amateur -  Wiener SC 2-1
- 1921-1922  Wiener AF -  Wiener Amateur 2-1
- 1922-1923  Wiener SC -  Wacker 3-1
- 1924-1925  Austria Vienna -  First Vienna 3-1
- 1925-1926  Austria Vienna -  First Vienna 4-3
- 1926-1927  Rapid Vienna -  Austria Vienna 3-0
- 1927-1928  Admira Vienna -  Wiener AC 2-1
- 1928-1929  First Vienna -  Rapid Vienna 3-2
- 1966-1967 (ritorno)  Austria Vienna -  LASK 1-0

#### Finali di Coppa Mitropa
- 1927 (ritorno)  Rapid Vienna -  Sparta Praga 2-1
- 1928 (ritorno)  Rapid Vienna -  Ferencváros 5-3
- 1930 (ritorno)  Rapid Vienna -  Sparta Praga 2-3
- 1931 (ritorno)  First Vienna -  Wiener AC 2-1
- 1932 (ritorno)  First Vienna -  Bologna 1-0

### Football americano

#### Eurobowl
- 2001  Vienna Vikings -  Lions Bergamo 11-28
- 2004  Vienna Vikings -  Lions Bergamo 53-20
- 2006  Vienna Vikings -  Flash de La Courneuve 41-9
- 2007  Vienna Vikings -  Marburg Mercenaries 70-19
- 2010  Vienna Vikings -  Berlin Adler 31-34

#### Austrian Bowl
| Vienna 22 luglio 2000 Austrian Bowl XVI | Vienna Vikings | 34 – 28 (0-7 14-7 7-0 13-14) | Tirol Raiders | Hohe Warte Stadion |
| Schaar Q2 ( TD ) 39yd pass from Garske Kramberger Q2 ( pat ) Ruthner Q2 ( TD ) 12yd pass from Garske Kramberger Q2 ( pat ) Garske Q3 ( TD ) 1yd run Kramberger Q3 ( pat ) Frickey Q4 ( TD ) 13yd pass from Garske Kramberger Q4 ( pat ) Ruthner Q4 ( TD ) 11yd run Marcatori D. Dieplinger Q1 ( TD ) 8yd pass from Buffum B. Dieplinger Q1 ( pat ) Shein Q2 ( TD ) 5yd run B. Dieplinger Q2 ( pat ) Carlson Q4 ( TD ) 26yd lateral B. Dieplinger Q4 ( pat ) B. Dieplinger Q4 ( TD ) 23yd pass from Buffum B. Dieplinger Q4 ( pat ) |                | |               |                    |
| |                | |               |                    |
| Schaar Q2 (TD) 39yd pass from Garske Kramberger Q2 (pat) Ruthner Q2 (TD) 12yd pass from Garske Kramberger Q2 (pat) Garske Q3 (TD) 1yd run Kramberger Q3 (pat) Frickey Q4 (TD) 13yd pass from Garske Kramberger Q4 (pat) Ruthner Q4 (TD) 11yd run | Marcatori      | D. Dieplinger Q1 (TD) 8yd pass from Buffum B. Dieplinger Q1 (pat) Shein Q2 (TD) 5yd run B. Dieplinger Q2 (pat) Carlson Q4 (TD) 26yd lateral B. Dieplinger Q4 (pat) B. Dieplinger Q4 (TD) 23yd pass from Buffum B. Dieplinger Q4 (pat) |               |                    |

| Vienna 14 luglio 2007, ore 19:45 Austrian Bowl XXIII | Vienna Vikings | 42 – 14 (6-0 15-14 7-0 14-0)                                                                | Graz Giants | Hohe Warte Stadion (5000 spett.) |
| Kramberger Q1 ( FG ) 33yd Kramberger Q1 ( FG ) 41yd Pointner Q2 ( TD ) 8yd pass from Atwood Atwood Q2 ( tpc ) rush Widner Q4 ( TD ) 27yd pass from Atwood Kramberger Q2 ( pat ) Graham Q3 ( TD ) 11yd run Kramberger Q3 ( pat ) Atwood Q4 ( TD ) 4yd run Kramberger Q4 ( pat ) Asiladab Q4 ( TD ) 46yd pass from Atwood Kramberger Q4 ( pat ) Marcatori Geier Q2 ( TD ) 4yd pass from Ricks Kipperer Q1 ( pat ) Mittl Q2 ( TD ) 4yd run Kipperer Q2 ( pat ) |                |                                                                                             |             |                                  |
| |                |                                                                                             |             |                                  |
| Kramberger Q1 (FG) 33yd Kramberger Q1 (FG) 41yd Pointner Q2 (TD) 8yd pass from Atwood Q2 (tpc) rush Widner Q4 (TD) 27yd pass from Atwood Kramberger Q2 (pat) Graham Q3 (TD) 11yd run Kramberger Q3 (pat) Atwood Q4 (TD) 4yd run Kramberger Q4 (pat) Asiladab Q4 (TD) 46yd pass from Atwood Kramberger Q4 (pat) | Marcatori      | Geier Q2 (TD) 4yd pass from Ricks Kipperer Q1 (pat) Mittl Q2 (TD) 4yd run Kipperer Q2 (pat) |             |                                  |